# Šejchát
Šejchát (arabsky: مشيخة‎, Mašjachat) je geografická oblast nebo společnost (obvykle kmenová), které vládne šajch (arabsky: شيخ‎). Šejcháty existují téměř výlučně v arabských zemích, zejména pak na Arabském poloostrově.
Tento název se obecně používá jako popisný výraz pro politický systém, spíše než jako podstatné jméno (tak jako v případě království) a ačkoliv v některých zemích, jako třeba v Kuvajtu, vládne šejch, nejsou typicky označovány jako šejcháty.